# Aivan
Aivan, ook wel Eywan gespeld, (Perzisch: ایوان, Koerdisch: ئه‌یوان) is een stad in de provincie Īlām in Iran. De stad telt 29.591 inwoners en is daarmee de op twee na grootste stad in Īlām.